# Obora (budynek)

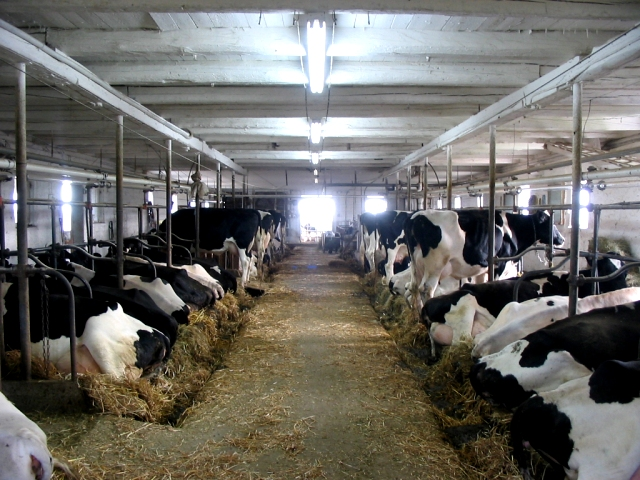
Nowoczesna obora boksowa

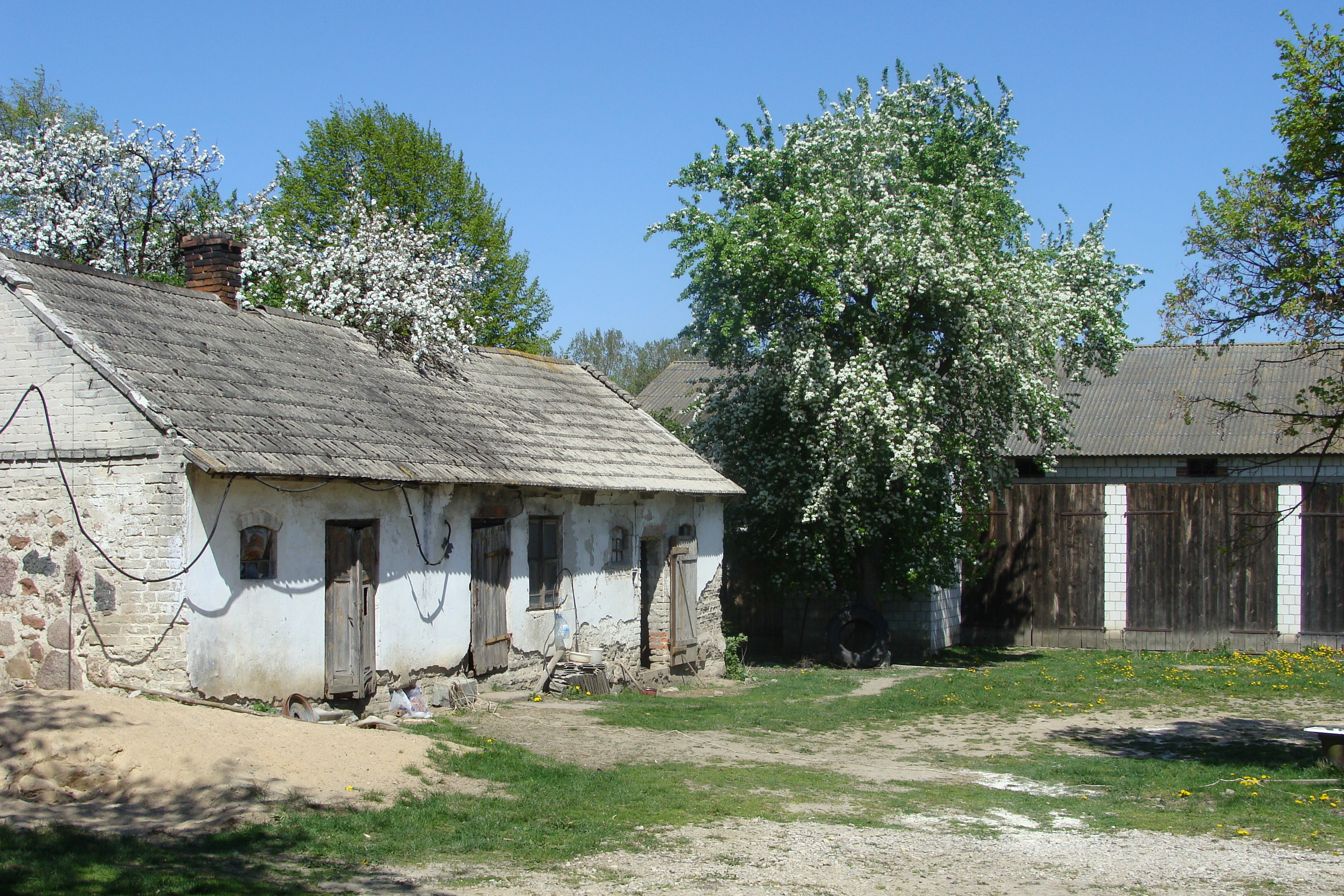
Spichrz i obora w ramach budynku gospodarczego starego typu, w małym gospodarstwie wiejskim.

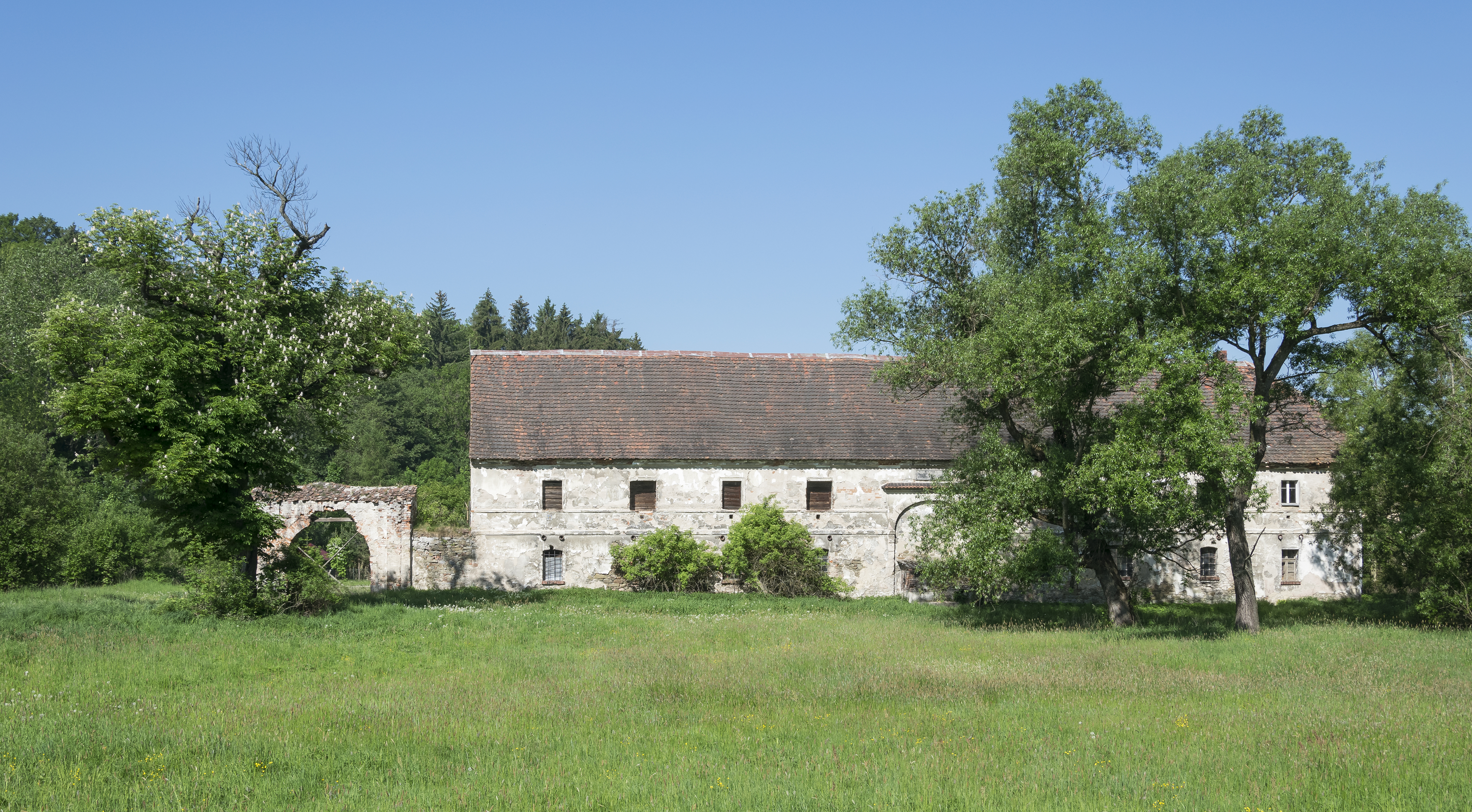
Zabytkowa obora w Roztokach

Obora – budynek, rzadziej wyodrębniona część budynku, używany jako pomieszczenie dla bydła domowego. Tradycyjnie obora traktowana była jako miejsce całodobowego pobytu bydła tylko w zimie; w pozostałych porach roku była jedynie miejscem nocnego wypoczynku zwierząt. Obecnie, zwłaszcza w wyspecjalizowanych gospodarstwach rolnych, często w budynkach tych bydło przebywa przez cały rok (utrzymanie alkierzowe).
W typowej oborze znajdowało się od 1 do kilku krów, jedynie w bardzo bogatych gospodarstwach chłopskich oraz w oborach należących do dworu (po wojnie do PGR-u) przebywało od kilkunastu do nawet kilkudziesięciu krów. W tym wypadku wnętrze podzielone było na boksy dla poszczególnych osobników lub ich grup. Podłoga obory wyścielana była słomą, która wraz z odchodami zwierząt stanowiła cenny nawóz organiczny, nazywany od miejsca powstawania obornikiem.
Obory dzielą się na dwa podstawowe typy:
- obory stanowiskowe (uwięziowe), w których bydło przebywa na uwięzi. Typy uwięzi:
  - uwięź grabnerska (uwięź szyjna);
  - uwięź łańcuchowa;
  - uwięź jarzmowa;
  - opaska elastyczna → elastyczna ściana żłobu;

- obory wolnostanowiskowe, w których bydło przemieszcza się wewnątrz obory w sposób mniej lub bardziej swobodny.

Rodzaje obór wolnostanowiskowych:
- z indywidualnymi boksami do leżenia na ściółce lub na macie gumowej,
- z legowiskami grupowymi na tzw. głębokiej ściółce,
- z legowiskami grupowymi na tzw. podłożu samospławialnym.

Nowoczesne obory przeznaczone dla dużych ilości zwierząt są w pełni zautomatyzowane; podawanie paszy i wody, usuwanie odchodów oraz dojenie wykonywane są przez urządzenia sterowane komputerowo.
Obora jako miejsce chowu bydła była znana już w średniowieczu; od niej pochodzi wiele nazw miejscowości służebnych (Oborniki, Obory).
Według Polskiego Atlasu Etnograficznego słowo obora ma różne znaczenia w zależności od regionu Polski. Są to:
- wnętrze, względnie osobny budynek służący jako pomieszczenie dla bydła rogatego (znaczenie dominujące),
- ogrodzenie pod gołym niebem dla zwierząt hodowlanych,
- podwórze lub całą zagrodę (całość zabudowań gospodarczych związanych z hodowlą bydła; w takim przypadku obejmuje też skład pasz i miejsce do przygotowywania karmy),
- miejsce na gnój lub gnojowisko.

Na południowym wschodzie Polski na określenie pomieszczenia dla bydła rogatego używane jest słowo stajnia